# Octave (musique)
Pour les articles homonymes, voir Octave.

Octave juste do-do.

En musique, une octave est l'intervalle le plus consonant. Elle sert de base à la construction des gammes. En acoustique, cet intervalle correspond au doublement de sa fréquence fondamentale.
En solfège, son renversement est l'unisson. En électroacoustique, elle sert d'unité logarithmique de rapport de fréquences.

## Définition
La notion d'octave appartient principalement au domaine musical.

### Principe d'équivalence
Le principe de l'identité des octaves était connu de l'Antiquité. Aristote écrit en effet :
L’antiphone [l'octave] est produit par (les voix) des enfants et celles des jeunes gens et des hommes, lesquelles diffèrent d’intonation dans le même rapport que celui de la nète [la plus aiguë] à l’hypate [la plus grave]. Toute consonance est plus agréable qu’un son simple, pour quelles raisons, on l’a dit plus haut, et parmi ces consonances, l’octave est la plus agréable.
Boèce répète ce principe vers 600, puis Hucbald de Saint-Amand vers 900, Francisco de Salinas en 1577, Jean-Philippe Rameau en 1722 et nombre d'autres. Pour autant, il ne s'agit pas d'un phénomène universellement reconnu. « L'octave n'est en aucune manière un intervalle évident en lui-même dans la musique primitive », écrit Curt Sachs.
Le statut particulier de l'octave dans l'audition a été étudié et confirmé par des études psychoacoustiques. Il est possible qu'il s'agisse d'un biais culturel ; mais il pourrait aussi avoir une base physiologique.

### Acoustique musicale
Du point de vue de la production du son musical, si une corde ou une colonne d'air dans un tuyau vibre dans son mode normal à une fréquence de f Hz, une corde ou colonne de la moitié de sa longueur sonnera à l'octave supérieure (doublement des vibrations, f multiplié par deux). Diviser encore par deux la longueur aboutit à deux octaves (quart de la longueur, f multiplié par quatre), diviser encore par deux donne le huitième de la longueur et trois octaves.
- La flûte à bec ténor mesure environ 60 cm,
- la soprano, sonnant une octave au-dessus, mesure environ 30 cm,
- le garklein, 15 cm.

À l'opposé, pour descendre d'une octave, la longueur doit être multipliée par deux, pour deux octaves par quatre, et pour trois octaves, par huit.
Le hautbois, d'environ 60 cm, sonne deux octaves au-dessus du basson, d'à peu près 240 cm et trois octaves au-dessus du contrebasson, d'environ 480 cm.
Voir également les longueurs des tuyaux d'orgue.

### Physique
Les études sur les cordes et tuyaux vibrants des instruments de musique ont débouché sur la notion physique de fréquence. En définissant un son musical par sa fréquence fondamentale, on relie, malgré quelques anomalies, la perception musicale de la hauteur et la physique. L'intervalle d'octave correspond au doublement de la fréquence fondamentale.
Si on choisit comme point de départ la note la, la fréquence fondamentale du diapason standardisé est 440 Hz. Les octaves situées de part et d'autre de cette note auront pour extrémités les fréquences : 55, 110, 220, 440, 880, 1 760 Hz, et ainsi de suite.
Le rapport des fréquences fondamentales de deux notes à l'octave est donc de 2 ; pour deux notes séparées de {\displaystyle n} octaves, le rapport entre les fréquences est de {\displaystyle f_{1}/f_{0}=2^{n}}. On a donc {\displaystyle n=\log _{2}\left({\frac {f_{1}}{f_{0}}}\right)}. Ceci établit une échelle logarithmique des fréquences, dont l'unité est l'octave. L'écart en octaves entre deux fréquences {\displaystyle f_{0}} et {\displaystyle f_{1}} quelconques est :
avec {\displaystyle \log _{2}} le logarithme de base 2, qu'on peut calculer en divisant le logarithme du rapport par celui de 2 dans la même base.
Un écart {\displaystyle E} nul correspond à un rapport de fréquence unitaire, donc des fréquences égales. Si l'écart est positif, la fréquence {\displaystyle f_{1}} est plus grande que la fréquence {\displaystyle f_{0}}. Les définitions de la physique sont indépendantes de la perception humaine ; mais s'il s'agit de fréquences sonores audibles, le son correspondant à {\displaystyle f_{1}} est plus aigu. Inversement, si l'écart est négatif, la fréquence {\displaystyle f_{1}} est plus petite que la fréquence {\displaystyle f_{0}} et le cas échéant le son en est plus grave.
L'octave que l'acoustique définit rigoureusement ne coïncide pas exactement avec la perception musicale pour les notes les plus aiguës du piano.

### Usage technique
Les techniques de l'électronique se sont appliquées, depuis les années 1920, à la reproduction musicale. On exprime souvent les rapports de fréquences du signal électrique en octave et en fractions d'octave, bien qu'on préfère souvent la décade. Par exemple, les filtres de pondération des mesures de la sonie se définissent en tiers d'octave ou en octave ; les réglages des égaliseurs dits graphiques présentent une tirette verticale par tiers d'octave ; la pente d'un filtre électronique s'exprime souvent en décibels par octave.
La pente d'un filtre passe haut du premier ordre peut se dire :
- de 6 dB par octave,
- de 20 dB par décade,
- de 1.

Dans ce dernier cas, on sous-entend que la pente de l'asymptote sur le diagramme de Bode est 1, c'est-à-dire que le logarithme du niveau est égal à celui du rapport de la fréquence à la fréquence de coupure.
Le spectre sonore s'étend sur une dizaine d'octaves, de quelques hertz à environ 16 kHz. Les mesures acoustiques pouvant s'étendre dans les infrasons et dans les ultrasons, la norme ISO 266:1997 définit des intervalles d'octave, demi-octave et tiers d'octave autour de la fréquence de référence de 1 kHz, centrés de 1,25 Hz à 20 kHz.

## Solfège
L'octave est l'intervalle qui sépare deux notes de même nom
Pour différencier les octaves de notes de même nom, on indique un numéro d'octave. Le changement d'octave se fait à partir du do : on passe du si2 au do3. La convention française donne le numéro 3 à l'octave qui contient le la du diapason à 440 Hz, qui se note « la3 ». Dans ce système, le la de 220 Hz sera le la2.
Les logiciels d'édition et composition musicales les plus répandus utilisent la convention dite scientifique, en vigueur aux États-Unis, dans laquelle la numérotation des octaves commence à zéro, et qui par conséquent ont une unité de plus. Le la3 est ainsi noté A4.
Dans le système français (et plus largement dans la notation latine), au-dessous de l'octave 1 se trouve l'octave -1. Il n'y a pas d'octave zéro,. Dans le système américain, la numérotation va de 0 à 8.
L'oreille humaine perçoit les sons dans des fréquences comprises entre quelques hertz et 15 000 Hz, bien qu'en fait les limites dépendent du niveau sonore et de la durée du son et varient d'un individu à l'autre. La note la plus grave d'un piano normal est le la-2 à 27,5 Hz.
Commencent par une octave juste ascendante :
- Singin' in the rain,
- Over the Rainbow,
- All by Myself,
- I Will Always Love You,
- Hero,
- Read All About It (Part III), etc.

## Divisions de l'octave

### Demi-ton
La gamme au tempérament égal divise l'octave en douze intervalles en progression géométrique. Chacun de ces demi-tons correspond à un rapport de fréquences fondamentales de {\displaystyle {\sqrt[{12}]{2}}}, soit environ 1,06.

### Tiers d'octave ou dixième de décade
L'intervalle du demi-ton, utile à la musique, est trop étroit pour des applications scientifiques et techniques. Dans ce contexte, on divise, si nécessaire, l'octave en tiers. Un tiers d'octave correspond à un rapport de fréquences d'un peu plus d'un quart (1,26 environ). On retient facilement la série des valeurs normalisées, 100, 125, 160, 200, 250, et ainsi de suite, les valeurs doublant en trois étapes.
La série ISO 266:1997 en tiers d'octave et celle en dixième de décade coïncident à moins de un pour cent près. Une décade correspond à un facteur 10, dix tiers d'octave correspondent à un facteur 10,08. Le principe d'incertitude rend la différence négligeable pour les durées d'analyse ordinaires.

### Octave et décade, cent et savart
Les petits écarts de fréquences se repèrent sur des échelles dont la plus petite division est inférieure au seuil de discrimination des auditeurs. Le cent se définit comme un centième de demi-ton, c'est-à-dire un mille deux centième d'octave.
On exprime aussi ces écarts en décade, c'est-à-dire en logarithme décimal de l'écart entre deux fréquences, autrefois plus simple à calculer. L'octave garde la faveur des praticiens entraînés à reconnaître des intervalles musicaux à l'oreille. Le millième de décade s'appelle le savart.
La norme ISO 266:1997 définit des bandes en décades et dixièmes de décades.

## Autres dénominations
L'intervalle d'octave a parfois été appelé, surtout dans des publications anglophones, par son nom grec issu du pythagorisme : diapasôn, faisant suite au diatessarôn (quarte) et au diapente (quinte),.